# Гибина (община Свети Андраж в Словенских горицах)
Вижте пояснителната страница за други значения на Гибина.
Гибина (на словенски: Gibina) е село в Словения, Подравски регион, община Свети Андраж в Словенских горицах. Според Националната статистическа служба на Република Словения през 2015 г. селото има 74 жители.